# Panodoros z Aleksandrii
Panodoros z Aleksandrii (również Panodorus z Aleksandrii) – mnich egipski, żyjący pod koniec IV i na początku V wieku po Chr., współczesny Teofilowi z Aleksandrii, autor kroniki świata.
Panodoros jest autorem napisanej ok. 395-408 kroniki powszechnej (Chronografia), opisującej dzieje świata od Adama i Ewy. W swojej pracy oparł się głównie na Chronike historia Deksippa, Kronikach świata Sekstusa Juliusza Afrykańskiego i Kronice Euzebiusza z Cezarei. Jego dzieło zaginęło. W oparciu o nie, około 800 roku, Jerzy Synkelos napisał swoją Eklogé chronographías. Panodoros próbował w swojej kronice uzgodnić chronologię dziejów Egipcjan i Chaldejczyków z wydarzeniami biblijnymi. Wyliczył, że od czasów biblijnego Adama do 412 roku po Chr., roku śmierci Teofila z Aleksandrii, upłynęło 5904 lat. Za początek istnienia świata przyjął 29 sierpnia (pierwszy dzień roku egipskiego) 5493 roku. Stworzoną przez niego syntezę późnoantycznej historiografii chrześcijańskiej uzupełnił około 412 roku Anonnios z Aleksandrii.
W swoim dziele oparł się na pseudo-manethońskiej pracy, zatytułowanej Księga Sothis, która umożliwiła mu uzgodnienie chronologii biblijnej. Księga Sotis powstała według ustaleń Alfreda von Gutschmida pod koniec trzeciego wieku po Chr. Opiera się głównie na informacjach dostarczonych przez Józefa Flawiusza (Przeciw Apionowi) i Euzebiusza z Cezarei (Kroniki).
Według relacji Jerzego Synkelosa Panodoros przyjął, że pierwsza starożytna dynastia egipska opisana w Księdze Sotis liczyła sześciu władców. Była ona dynastią bóstw, władców miesięcy księżycowych. Podany w Księdze okres jej panowania powinien być liczony nie w latach, lecz w miesiącach księżycowych, trwających około 29,53 dni.11985 miesięcy księżycowych wyniosło w przeliczeniu 968 lat i jedenaście miesięcy słonecznych. Dla "drugiej i trzeciej dynastii półbogów"  Panodoros wybrał jako współczynnik konwersji kwartały (horai, sezony). Łączna liczba 858 "lat Sotis" dla 15 półbogów po przeliczeniu wyniosła 214 lat i sześć miesięcy. Według obliczeń Panodorosa pierwszy ziemski władca Egiptu faraon Menes  wstąpił więc na tron po 1183 latach i pięciu miesiącach od stworzenia świata, poprzedzony przez 21 bogów i półbogów.